# Ascoseiraceae
Famille
Les Ascoseiraceae sont une famille d’algues brunes de l’ordre des Ascoseirales.

## Étymologie
Le nom vient du genre Ascoseira, du grec ἀσκός, askós,  « outre ; asque », et seira, chaîne, en référence aux frondes de ces algues, couvertes de petites outres.

## Liste des genres
Selon AlgaeBase (13 août 2017) et World Register of Marine Species (13 août 2017) :
- Ascoseira (en) Skottsberg, 1907